# Objectif Monde

Objectif Monde est une aventure pastiche de Tintin parue dans le quotidien Le Monde le 28 janvier 1999.

## Commentaires
Une surprise attendait les tintinophiles lecteurs du Monde le 28 janvier 1999. Pour ponctuer le festival d'Angoulême et le 70e anniversaire de Tintin, le journal parisien publiait un pastiche signé Didier Savard, intitulé Objectif Monde. 
Une autorisation spéciale est accordée par la Fondation Hergé pour produire ce tout premier pastiche des Aventures de Tintin depuis la mort d'Hergé. La courte histoire de 24 planches est riche en références historiques et l'univers d'Hergé dans son entier est exploité au fil des pages.

## Auteur
- Scénario et dessins : Didier Savard

## Synopsis
Le héros, Wzkxy, est un jeune grouillot (coursier) travaillant au Monde. Il ressemble tant à Tintin que tout le monde préfère l'appeler ainsi plutôt que "Wzkxy", nom tout à fait imprononçable. Il s'identifie tellement à Tintin qu'il s'imagine être accompagné de Milou. Ce pseudo-Tintin enquête ainsi sur l'existence d'un récit inédit d'Hergé dont l'origine remonte à Tintin au pays des Soviets. Les récits d'Hergé, qui était lui-même au courant, bien plus que de simples BD, étaient en fait des messages codés envoyés au bloc soviétique par les États-Unis.
De nombreux personnages des aventures de Tintin apparaissent : la Castafiore est la rédactrice en chef du Monde, les Dupondt fidèles à leur rôle de policiers, Tournesol et son requin sous-marin, etc.

## Albums
- 1999, janvier : édition sous forme d'un cahier au format A5 en supplément du quotidien Le Monde
- 2004, mois indéterminé : édition au format indéterminé imprimée à 50 exemplaires aux éditions Castapapoulos[1]
- 2004, avril : édition format A5 imprimée à 50 exemplaires en quadrichromie aux éditions Ectoplasme[2]
- 2010, mai : édition format A4 imprimée à 15 exemplaires (selon mention en page deux de l'album) en noir et blanc aux éditions Cap au Large et complétée par une présentation en 3 pages de l'auteur ainsi que par divers bonus. Le lettrage d'origine a été remplacé par un lettrage identique aux albums originaux de Tintin. Un soin tout particulier a apparemment été apporté à cette édition puisque les albums sont cartonnés et imprimés sur papier mat satiné de très bonne facture.